# Mona Hermanns
Mona Hermanns (født 1968) er en tidligere dansk atlet. Hun var medlem af AK73 (-1994) og Københavns IF (1995-). Hun er i dag medlem af Herlev Løbe- og Atletikklub.
Hermanns vandt Degnemoseløbet i 1994, 1995 samt 1999.
Hermanns er uddannet sygeplejerske.

## Danske mesterskaber
- Sølv 1996 10000 meter 35,25,7
- Bronze 1995 10000 meter 36,06,2